# Zagrebački leksikon
Zagrebački leksikon jest leksikon koji se bavi gradom Zagrebom. Objavljen je u dva sveska 2006. godine u izdanju Leksikografskog zavoda Miroslav Krleža i Masmedije. Prvi je leksikon u Hrvatskoj koji obrađuje pojedini grad, a na njemu je pod uredništvom Josipa Bilića i Hrvoja Ivankovića radilo 136 autora.
Leksikon je tiskan u boji. Prvi svezak (A – LJ) ima 605 stranica, a drugi (M – Ž) ima 657 stranica. 
Predstavio ga je u Gradskoj skupštini ravnatelj Zavoda Tomislav Ladan 19. lipnja 2006. godine.

## Sadržaj
Zagrebački leksikon abecednim redom obrađuje topografiju i građevine (bolnice, crkve, palače, javne spomenike, parkove, kupališta, mostove, vojarne, knjižnice, ljekarne, banke), nazive ulica (onih s važnom spomeničkom baštinom ili povijesnim značenjem) zajedno s nazivima prometnica i trgova, članke iz najrazličitijih područja čovjekova rada, znanja i djelovanja (komunalno područje, kulturne institucije, umjetnost, crkveni život, gospodarstvo, šport, zabava, gastronomija). 
Leksikon ne donosi biografske članke, ali su imena zaslužnih Zagrepčana obrađena unutar ostalih članaka. Na taj način je u različitim kontekstima spomenuto preko 4000 imena. Njihov popis je donesen na kraju 2. sveska u Kazalu osobnih imena, a uz njihova imena su otisnuti i brojevi stranica na kojima se spominju. Masnim slovima su otisnuta prezimena po kojima su nazvani razni lokaliteti.